# 劉家銘
劉家銘（Lau Ka Ming，1993年12月31日－），生於香港，香港足球運動員，幾乎能出任球場中後場上所有位置，包括防守中場，右後衛，右中場，左中場，甚至中堅，現時效力香港甲組聯賽球會九龍城。

## 球會生涯
劉家銘7歲那年暑假，參加了香港足球總會舉辦的足球訓練班，從此對足球產生濃厚的興趣，並且希望有朝一日以踢波為職業。其後劉家銘參加足總的幼苗、青苗計劃，期間他受到教練李志堅的欣賞，邀請加入甲組球隊深水埗，並參加各類大中小型的足球比賽。2011年，劉家銘隨李志堅參加Nike Cup五人賽，以出色的表現協助球隊奪得全國冠軍。2012年，劉家銘加盟香港丙組足球聯賽球隊葵青。
2013－14球季，劉家銘加盟香港甲組足球聯賽球隊元朗。劉家銘身穿4號球衣，上季元朗在初級組銀牌決賽對葵青的比賽中，當時身穿葵青球衣的家銘表現搶眼印象深刻，最終元朗遊說他加盟成為一份子。2015年6月23日，天行元朗宣佈，與陣中年青球員上季為球隊上陣9次的劉家銘續約。2016年3月12日，大專盃足球決賽，香港城市大學以1–0擊退香港大學勇奪冠軍，劉家銘首次以隊長身分助球隊捧盃。2017年4月22日，劉家銘於九巴元朗以4–0大勝R&F富力的聯賽取得了加盟後的首個入球。
2018年7月23日劉家銘轉投冠忠南區，穿上23號球衣擔任中場位置。

## 國際賽生涯
在2018年10月，劉家銘以正選身份出戰「第七十四屆港澳足球埠際賽」，並取得兩球助攻協助香港以6:1大勝澳門。 

## 家庭生活
劉家銘與其弟弟劉學銘同為足球運動員，二人曾一度同時效力於香港超級聯賽球隊冠忠南區，兩兄弟於2018-19年度首次在職業聯賽並肩。劉學銘現時效力香港超級聯賽球會冠忠南區。

## 榮譽
深水埗
- 香港丙組足球聯賽冠軍（2009–10季度）
- 香港乙組足球聯賽冠軍（2010–11季度）
- Nike Cup五人賽全國冠軍（2011年）

葵青
- 香港初級組銀牌亞軍（2012–13季度）

香港城市大學
- 香港大專盃足球賽冠軍（2016年）

陽光元朗
- 香港高級組銀牌冠軍（2017–18季度）

冠忠南區
- 香港足總盃亞軍（2018–19季度）
- 香港菁英盃亞軍（2019–20季度）

香港代表隊
- 港澳埠際賽冠軍（2018年）

## 外部連結
- 香港足球總會網頁球員註冊資料 （页面存档备份，存于）